# Vianney Marlen Trejo
Vianney Marlen Trejo Delgadillo (Ciudad de México, México, 2 de agosto de 1994) es una deportista mexicana especializada en natación. Ganó cuatro medallas de oro en los Juegos Parapanamericanos de 2015.

## Vida personal
Trejo nació con una malformación congénita. Aprendió a nadar a los ocho años de edad como una método terapéutico, pero prosiguió en ello hasta convertirse a los doce años en una nadadora de alto rendimiento.

## Carrera deportiva
Compitió en el Mundial de Holanda 2010, donde logró cuarto lugar en 400 metros libres y medalla de bronce en relevos 4x50 metros. Al participar en los Juegos Parapanamericanos de 2011 ganó tres medallas de oro. En la Paralimpiada Nacional de 2013 obtuvo dos medallas de oro, y dos años más tarde en la Paralimpiada Nacional 2015 de México Trejo fue la máxima ganadora de medallas de dicha justa deportiva con seis preseas de oro.  En los Juegos Parapanamericanos de ese año logró su mayor colección de preseas: medalla de oro en 400 metros libres (logrando récord parapanamericano), 100 metros dorso (también récord parapanamericano), 200 metros y 50 metros; consiguió medalla de plata en 50 metros libres y 100 metros libres.
Formó parte de la delegación mexicana en los Juegos Paralímpicos de Río de Janeiro 2016. En dicha justa no logró subirse al podio pero llegó a varias finales, incluyendo un sexto lugar.